# 金鸡湖大桥
金鸡湖大桥地处中國江苏省苏州工业园区，全长2.1公里，宽57.2米。它位于现代大道中部，横跨苏州金鸡湖的北端，连接苏州工业园区湖东與湖西地區。金鸡湖大桥于2003年4月20日开工建设，2004年3月28日建成通车。

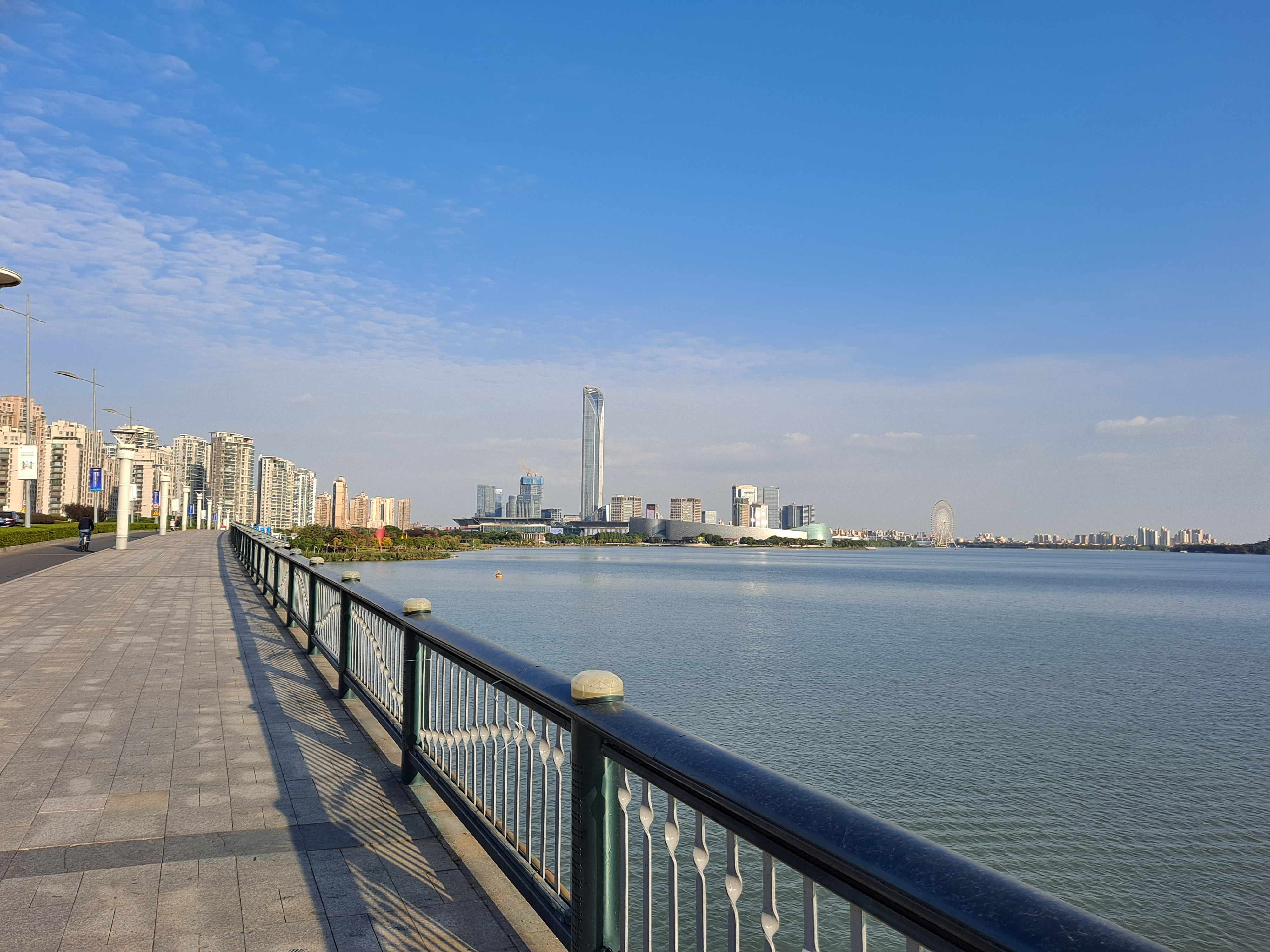
金鸡湖大桥
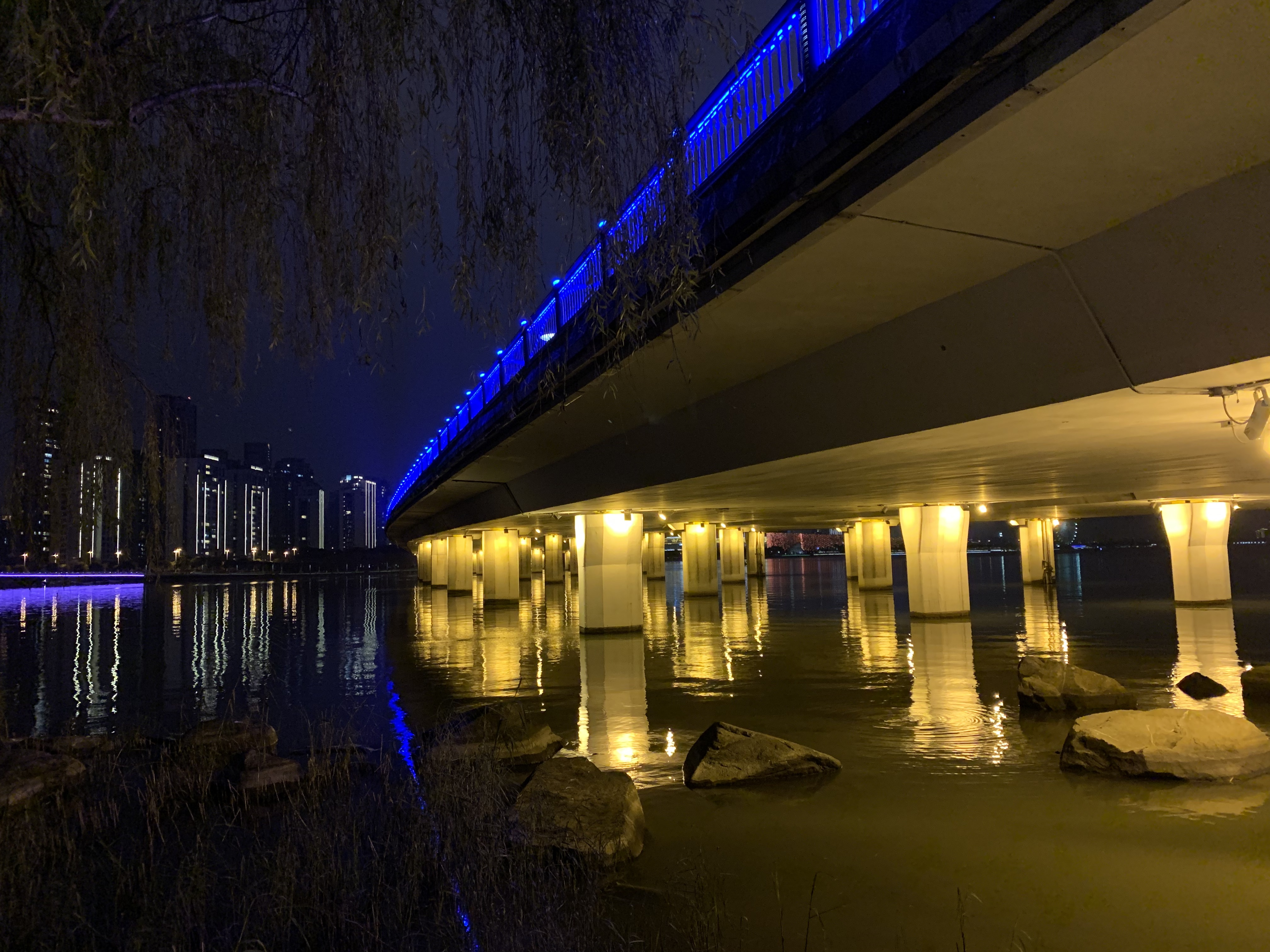
金鸡湖大桥底部